# Стена жевательной резинки
Стена жевательной резинки (Стена жвачки; англ. Gum Wall) — достопримечательность Сиэтла; кирпичная стена Маркет-театра, расположенного возле Пайк-Плейс-маркета, покрытая жевательной резинкой.
Заклеивание стены жвачкой началось в 1993 году, когда посетители театра, в основном студенты, ожидающие в очереди за билетами на шоу, стали со скуки приклеивать монеты своими использованными жевательными резинками к стене театра.
Со временем жвачкой стали облепливать и другие здания в проулке, а слой жевательной резинки достиг более 15 метров в длину, 4,5 метра в ширину и нескольких дюймов в толщину. Посетители театра стали изображать жвачкой рисунки и оставлять надписи. Администрация заведения начала бороться с этим явлением и несколько раз очищала стену, но в итоге в 1999 году сдалась. С тех пор стена стала местной туристической достопримечательностью.
В 2008 году возле стены была снята одна из сцен фильма «Любовь случается».
В 2009 году Стена жвачки была признана одной из наиболее негигиенических туристических достопримечательностей (второй после Камня Красноречия).
В ноябре 2015 года стену впервые за 20 лет решили почистить. Чтобы не повредить кирпичную кладку, для очистки использовался пар. Работа длилась несколько дней, и в итоге было удалено более тонны жевательной резинки. После очистки стену вновь начали заклеивать жвачкой; одной из первых работ стал мемориал жертвам парижских терактов 13 ноября 2015 года.

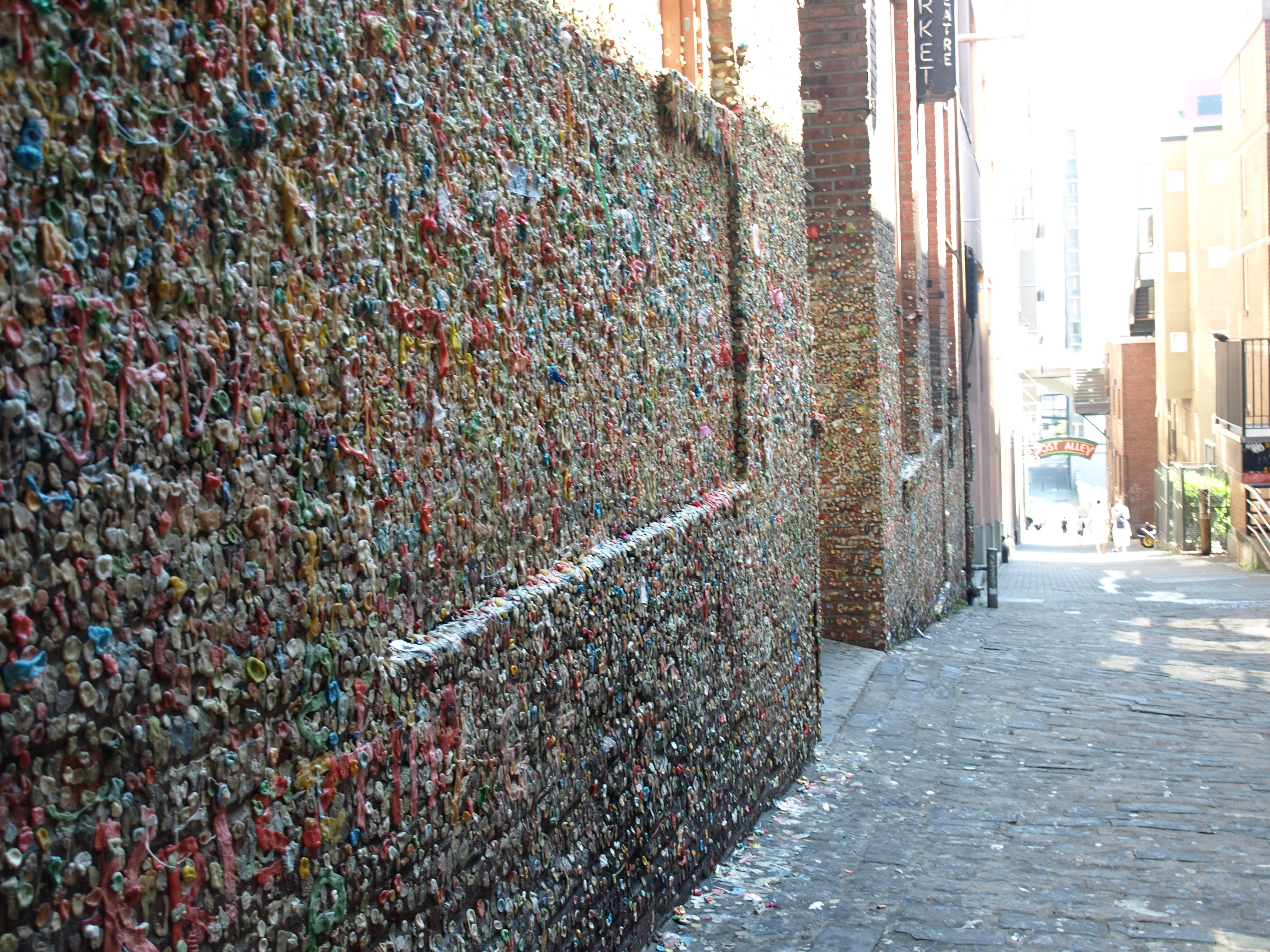
Стена в июле 2009 года
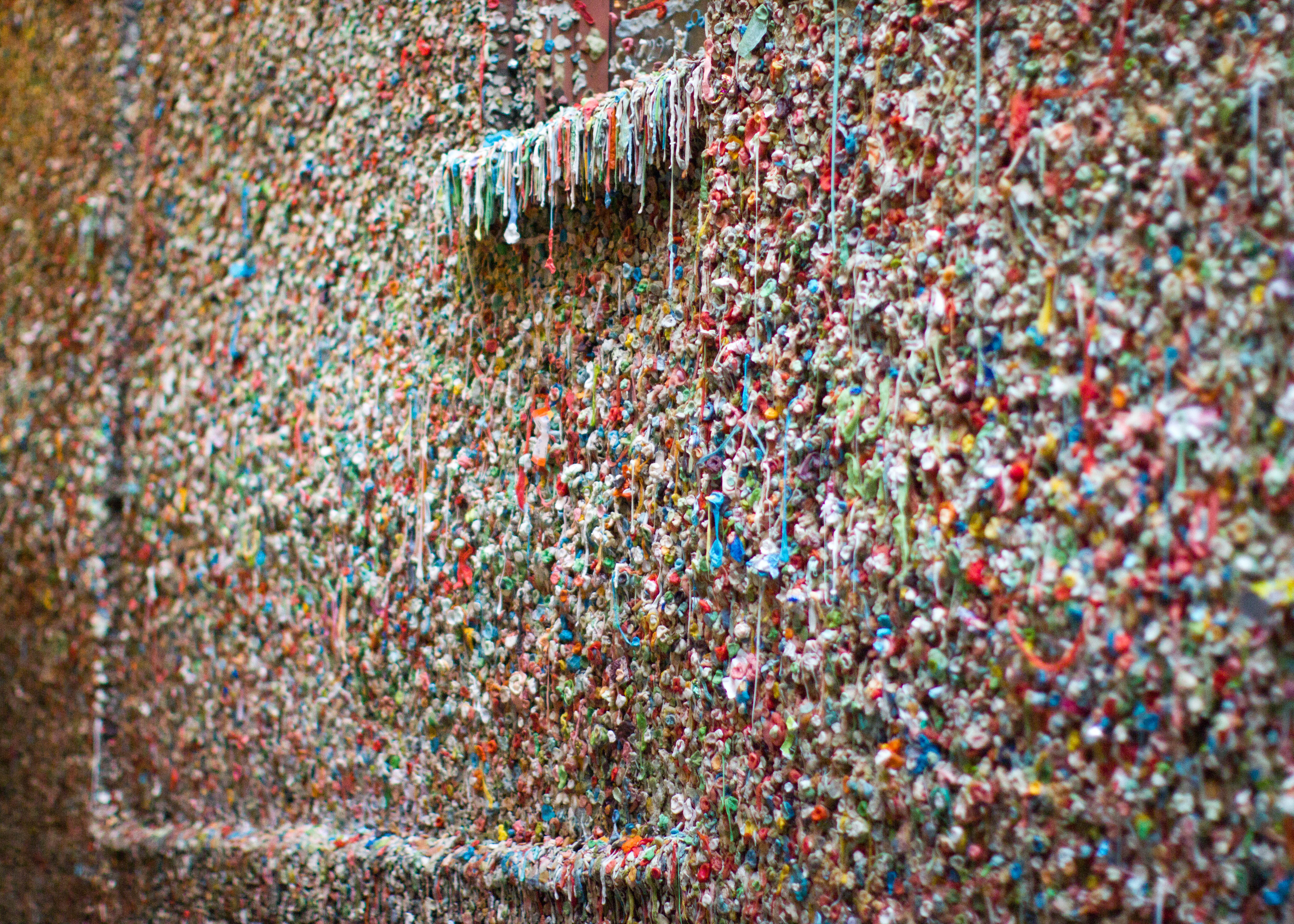
Декабрь 2011
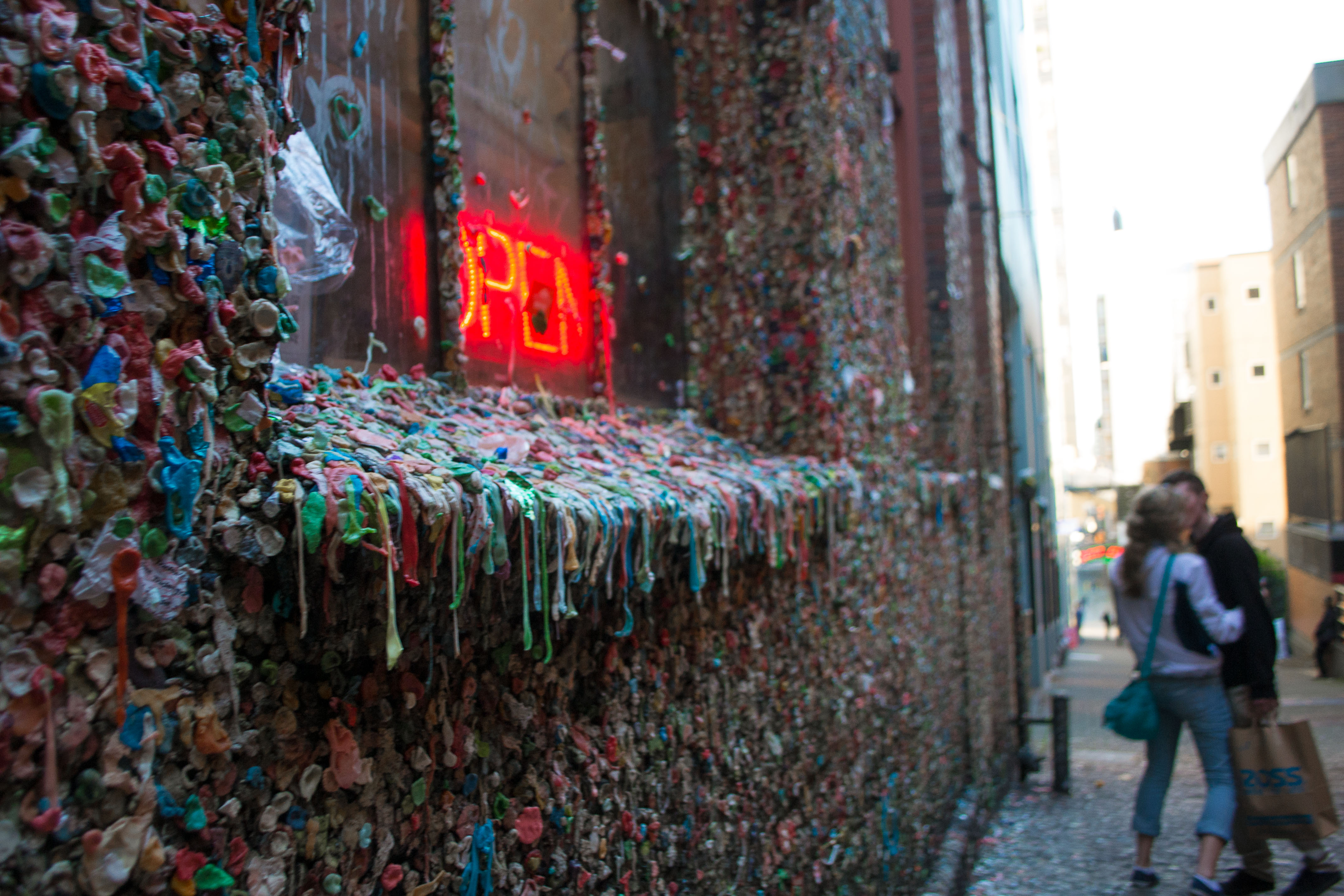
Стена в День святого Валентина 2013 года
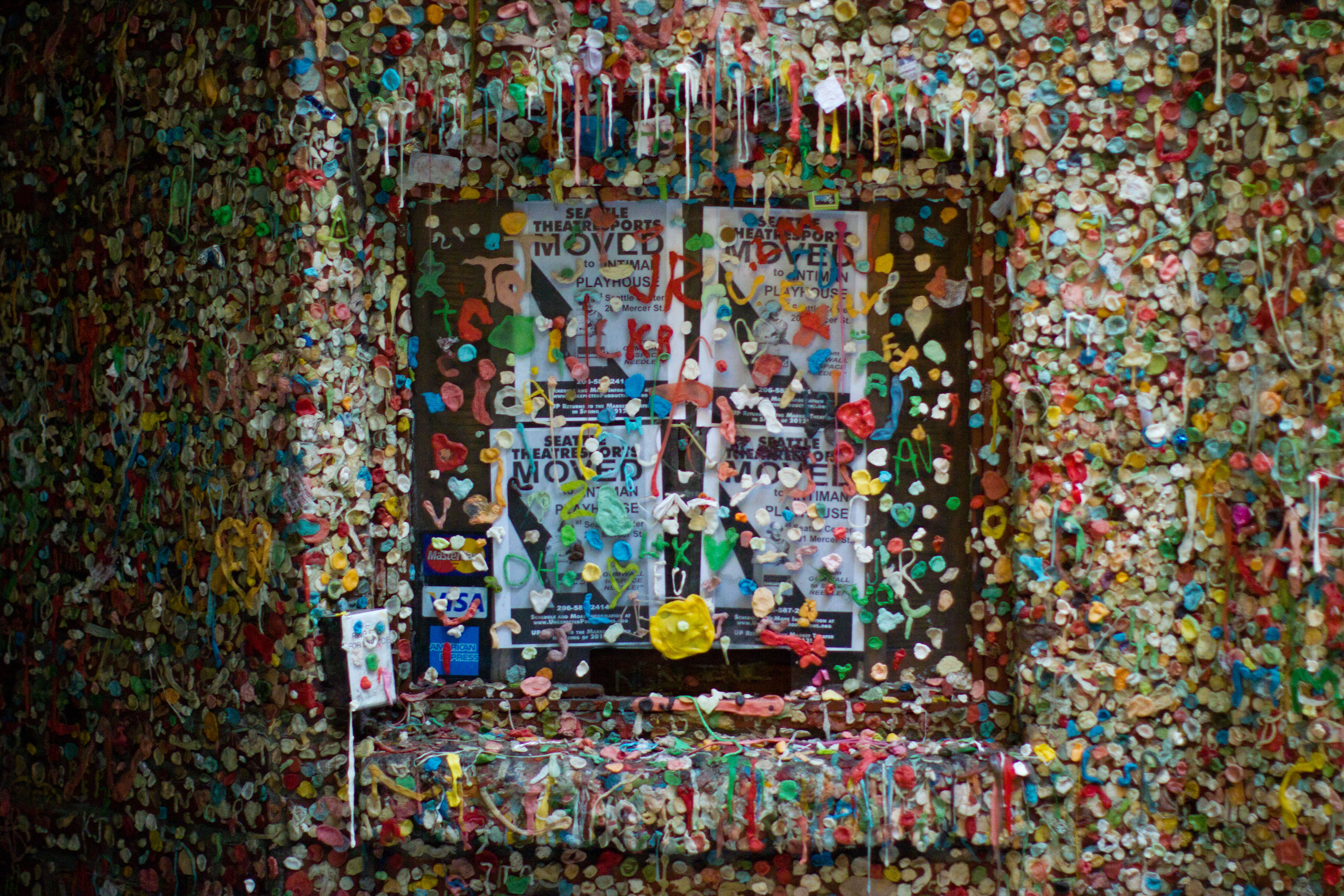
Касса театра
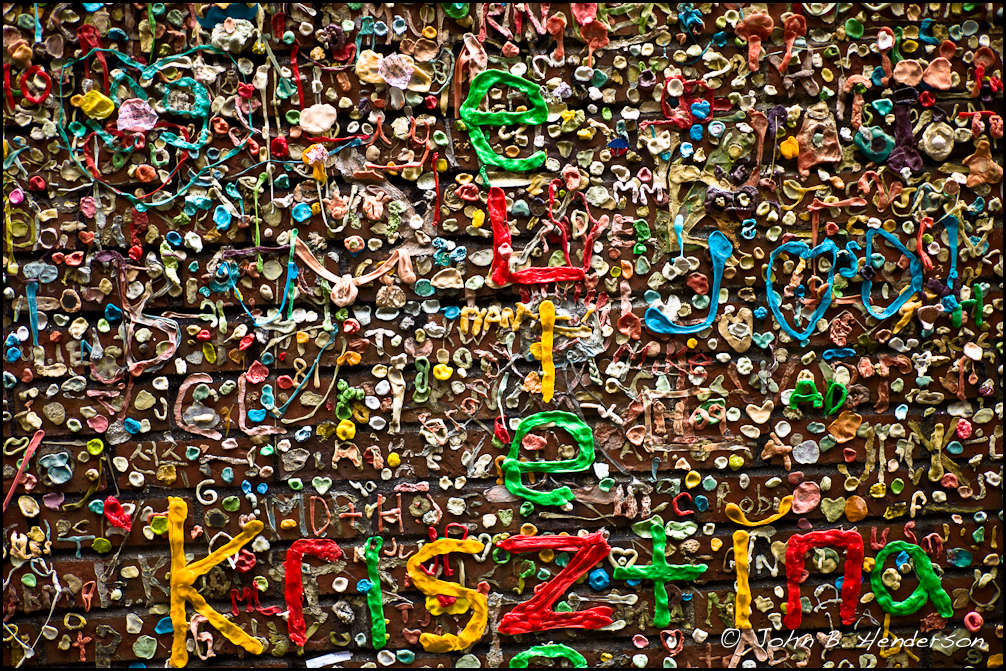
Надпись из жевательной резинки
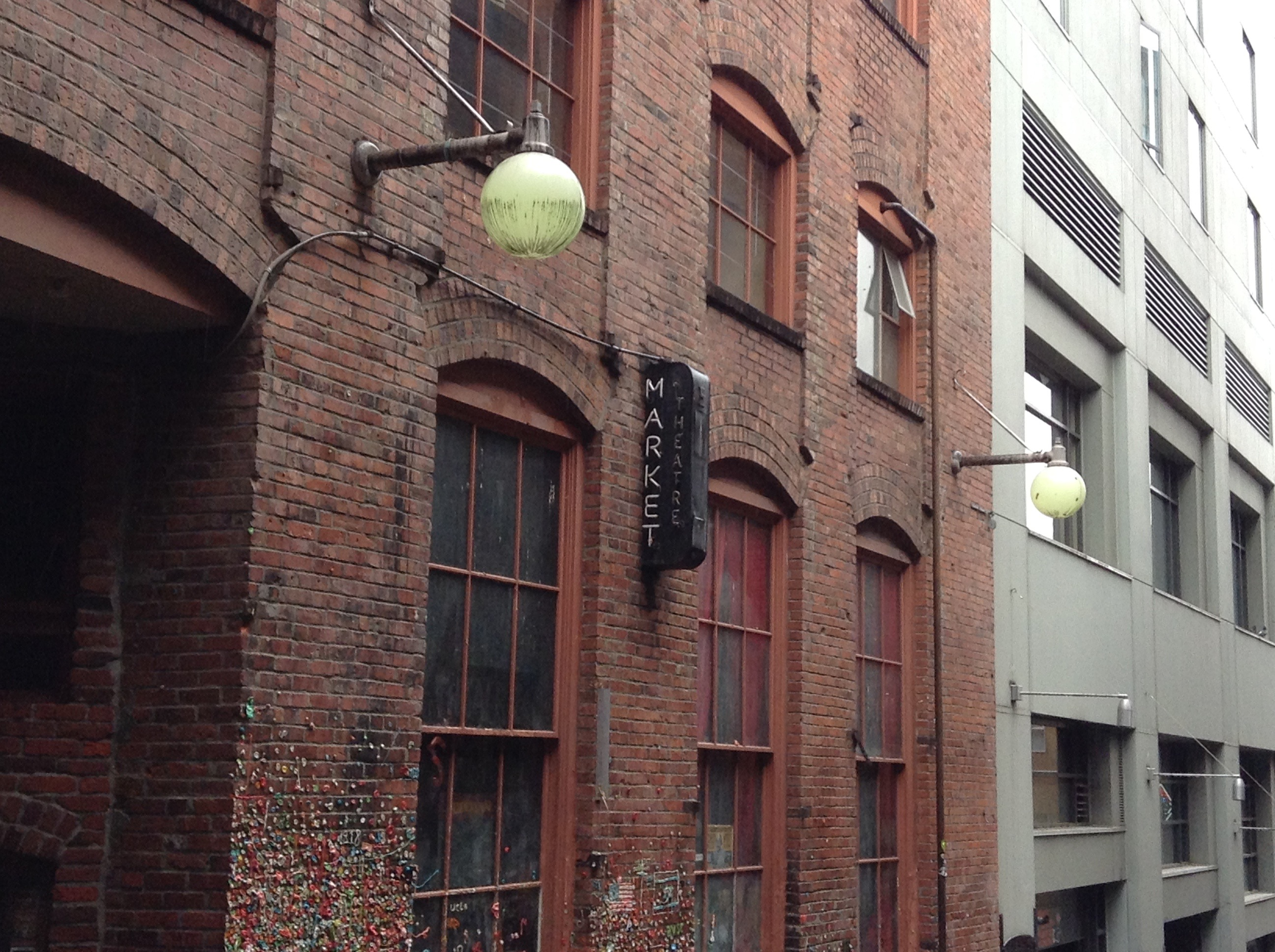
После очистки, март 2016